# William Bernhard von Guenther
William Bernhard von Guenther (* 4. April 1878 in Grzybno, Posen; † 10. April 1960 in Bremen) war ein deutscher Verwaltungsbeamter und Rittergutsbesitzer.

## Herkunft
Die Familie erhielt 1881 durch den Oberpräsidenten William Barstow von Guenther den Adel. Seine Eltern waren der Sohn des Präsidenten, der Landschaftsrat Franz Archibald von Guenther (* 12. Mai 1850; † 17. Juli 1920) und dessen Ehefrau Johanna Marie Luise von Bernuth (* 6. März 1858; † 7. März 1945), Tochter der Elise Fuhrmann und des Bernhard von Bernuth. Die Mutter war Mitinhaberin des Gutes Grzybno.

## Leben
William Bernhard von Guenther studierte Rechtswissenschaften an der Georg-August-Universität Göttingen. 1898 wurde er Mitglied des Corps Saxonia Göttingen. 1907 bestand er das Regierungsassessor-Examen und wurde Regierungsassessor im Regierungsbezirk Liegnitz. 1913 wurde er Landrat des Kreises Rawitsch. Das Amt hatte er bis 1920 zur endgültigen Abtretung des Kreises an Polen inne. Anschließend zog er nach Liegnitz, wo er Direktionsvorsitzender der Liegnitz-Rawitscher Eisenbahn-Gesellschaft wurde und das etwa 375 Hektar große Rittergut Grzybno, das ihm und seiner Mutter gehörte, bewirtschaftete. Während des Zweiten Weltkriegs wurde er nochmals kurzzeitig Landrat des Kreises Rawitsch und von 1941 bis 1945 Landrat des Kreises Liegnitz. Mit Ende des Kriegs kam er nach Bremen, wo er bis zu seinem Tod lebte. 
Er heiratet am 12. Oktober 1904 Erna Freiin von Schlichting und Bukowiec. Das Paar hatte Kinder.